# Jan Weenix
Jan Weenix, född 1642 i Amsterdam, död där den 20 september 1719, var en nederländsk konstnär.
Weenix verkade huvudsakligen i sin hemstad Amsterdam, med undantag för en period 1664-68 i Utrecht och en tid omkring 1702-12 i pfalzisk tjänst. Han var son och elev till Jan Baptist Weenix. Weenix var ytterst produktiv och blev vid sidan av sin kusin Melchior d'Hondecoeter en av sin tids mest normgivande stillebenmålare. Han målade dessutom porträtt och särskilt under sina tidigare år scener med sydländska motiv.